# Красножон Андрій Васильович
Андрій Васильович Красножон (нар. 7 липня 1979, Одеса) — український історик,  педагог, ректор Південноукраїнського національного педагогічного університету імені К, Д.  Ушинського. 

## Біографія
А. В. Красножон народився 7 липня 1979 року в Одесі..
У 2001 році закінчив історико-філологічний факультет Південноукраїнського державного педагогічного університету імені К. Д. Ушинського, а в 2004 році — аспірантуру при кафедрі всесвітньої історії.
В 2010 році захистив дисертацію «Білгород-Дністровська фортеця в контексті етнополітичного розвитку Карпато-Дністровських земель у  XIV-XV ст.» на здобуття наукового ступеня кандидата історичних наук. У 2014 році присвоєно вчене звання доцента.
У 2018 році, захистивши дисертацію «Еволюція довгочасної фортифікації та історична топографія міст Північно-Західного Причорномор'я на початку XV — наприкінці XVIII ст.», здобув науковий ступінь доктора історичних наук. Присвоєно вчене звання професора.
В 2004—2013 роках був викладачем кафедри всесвітньої історії, в 2013—2015 роках — доцентом кафедри історії України, а з 2015 року завідував кафедрою історії України Південноукраїнського національного педагогічного університету імені К. Д. Ушинського.
З 1 грудня 2021 року обіймає посаду ректора Південноукраїнського національного педагогічного університету імені К. Д. Ушинського..
З 2020 року є депутатом Одеської обласної ради від партії "Європейська солідарність" П. Порошенка.

## Наукова діяльність
Сфера наукових інтересів — історія фортифікації Північно — Західного Причорномор'я  XIV—XVIII ст. Є автором та співавтором понад 100 наукових робіт.

#### Деякі праці
- Гавань Истриан. Опыт археологических исследований/ А. В. Красножон // Історичний досвід і сучасність: Матеріали IV наукової студентської конференції, присвяченої 80-річчю Національної Академії Наук України / Відп. ред. В. М. Букач. – Вип. 4. – Одеса: ПДПУ, 1998. – С. 31 - 32..
- Крепость двух Стефанов: о заказчиках и времени основания белгородских укреплений/ А. В. Красножон// Stratum plus. — 2010. — № 6. — С. 75 - 101.

- Литовский замок Качубиев на территории Одессы/ А. В. Красножон // Древнее Причерноморье. — Одесса, 2011. — Вып. IX. — С. 226 - 234.

- До питання про датування Хаджибейського замку/ А. В. Красножон // Кочубіїв –Хаджибей — Одеса: Метеріали Першої Всеукраїнської наукової конференції, присвяченої 600 — річчю міста. — Одеса, 2015. — С. 73 - 76.

- Крепость Белгород (Аккерман) в исторических изображениях  = Belgorod (Akkerman) fortress in historical images = Cetatea Albă (Akkerman) în imagini istorice: монография / А. В. Красножон. — Одесса: Stratum plus, 2016. — 475 с.
- Історична топографія фортеці та міста Аккерман у 1770—1793 рр. / А. В. Красножон // Чорноморська минувшина. — 2016. — Вип. 11. — С. 16

- «Обряд основания Одессы»: критический анализ/ А. В. Красножон// Південний захід. Одесика: Історико-краєзнавчий науковий альманах. — Вип. 22. — Одеса: Друкарський дім, 2017. — С. 69 - 84.
- Фортеці та міста Північно-Західного Причорномор'я (XV—XVIII ст)/ А. В. Красножон. — Одеса: Чорномор'я, 2018. — 312 с.

- Місто Ізмаїл та його фортифікація (за джерелами XVI—XIX ст.): Монографія/ Мехмет Тютюнджи, А. В. Красножон. — Одеса: Чорномор'я, 2019. — 581 с.